# Cantonul Reyrieux
Cantonul Reyrieux este un canton din arondismentul Bourg-en-Bresse, departamentul Ain, regiunea Rhône-Alpes, Franța.

## Comune
| Comune                   | Populație (1999) | Cod poștal | Cod INSEE |
| ------------------------ | ---------------- | ---------- | --------- |
| Ars-sur-Formans          | 1 264            | 01480      | 01021     |
| Civrieux                 | 1 341            | 01390      | 01105     |
| Massieux                 | 2 367            | 01600      | 01238     |
| Mionnay                  | 2 132            | 01390      | 01248     |
| Misérieux                | 1 700            | 01600      | 01250     |
| Parcieux                 | 1 033            | 01600      | 01285     |
| Rancé                    | 641              | 01390      | 01318     |
| Reyrieux                 | 3 992            | 01600      | 01322     |
| Saint-André-de-Corcy     | 2 992            | 01390      | 01333     |
| Sainte-Euphémie          | 1 362            | 01600      | 01353     |
| Saint-Jean-de-Thurigneux | 586              | 01390      | 01362     |
| Toussieux                | 737              | 01600      | 01423     |
| Tramoyes                 | 1 625            | 01390      | 01424     |